# Группа «Бивер Холл»

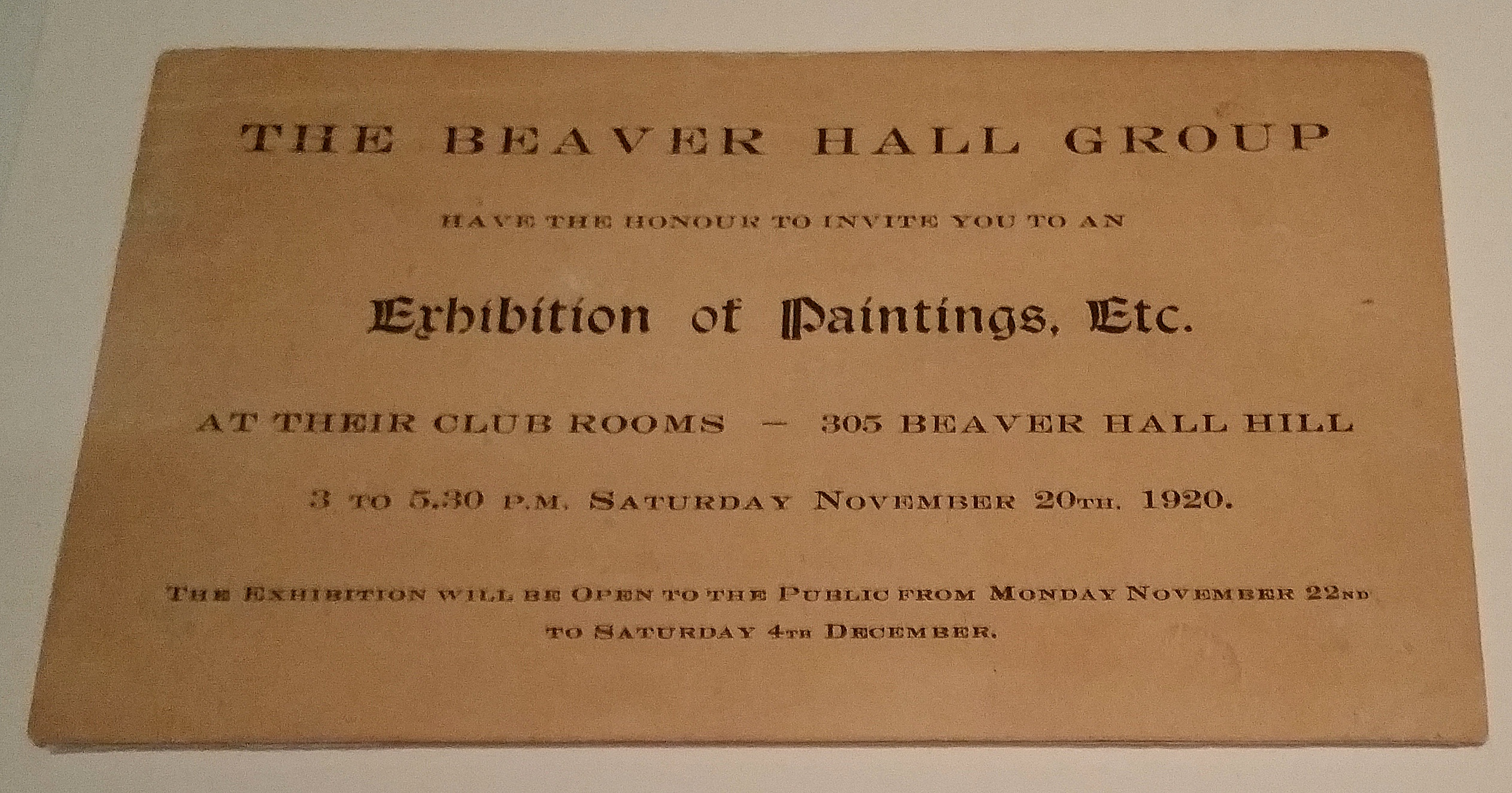
Приглашение на первую выставку, 20 ноября 1920 года

Группа «Бивер Холл» (англ. The Beaver Hall Group) — группа канадских художников, основанная в Монреале. Официально существовала с 1920 по 1922 год, но многие из её членов впоследствии тесно сотрудничали. Всего было проведено четыре выставки.

## История
Группа была официально сформирована в мае 1920 года, когда четверо художников решили снять помещение, где можно было бы разместить студии и выставляться. Их выбор пал на здание в центре города, рядом с церковью Святого Патрика. Название группе дал адрес по которому оно было расположено: 305 Beaver Hall Hill.
Квебекская «Бивер Холл» разделяла те же цели, что и Группа Семи, объединявшая художников в Онтарио — познакомить канадскую общественность с их искусством и привлечь коллекционеров. Президентом группы стал Александер Джексон, один из членов Группы Семи. Говоря о стремлениях группы, он подчеркивал необходимость «дать художнику уверенность в том, что он может рисовать то, что чувствует, с полным пренебрежением к тому, что до сих пор рассматривалось обязательным для принятия работы на признанные художественные выставки».
Тогда как в Группе Семи доминировали мужчины, в «Бивер Холл» приветствовались и мужчины и женщины. На первой ежегодной выставке, открывшейся 17 января 1921 года, были представлены работы одиннадцати художников и восьми художниц. Именно работы женщин-художниц привлекли внимание прессы. В настоящее время группу связывают преимущественно с творчеством девяти художниц (final nine).
Их альма-матер была Монреальская Ассоциация изобразительных искусств (англ. Montreal Art Association), предшественник современного музея изящных искусств. В первой половине века это объединение играло важную роль в преподавании искусства. Большинство членов группы училось у Уильяма Бримнера.

## Состав группы
Участники первой выставки:
- Jeanne de Crevecoeur
- James Crockart
- Adrien  Hébert
- Henri Hébert
- Randolph Hewton
- Эдвин Холгейт
- Александер Джексон
- John Young Johnstone
- Mabel Lockerby
- H. Mabel May
- Kathleen M. Morris
- Darrell Morrisey
- Lilias Torrance Newton
- Hal Ross Perrigard
- Robert Pilot
- Sarah Robertson
- Sybil Robertson
- Anne Savage
- Ethel Seath
- Adam Sherriff Scott
- Thurston Topham

Final nine
- Нора Колльер (Nora Collyer)
- Мэйбел Локербай (Mabel Lockerby)
- Кэтлин Моррис (Kathleen M. Morris)
- Мэйбел Мэй (H. Mabel May)
- Лилиас Торренс Ньютон (Lilias Torrance Newton)
- Сара Робертсон (Sarah Robertson)
- Этель Сит (Ethel Seath)
- Энн Сэвидж (Anne Savage)
- Пруденс Хьюард